# 결핵체

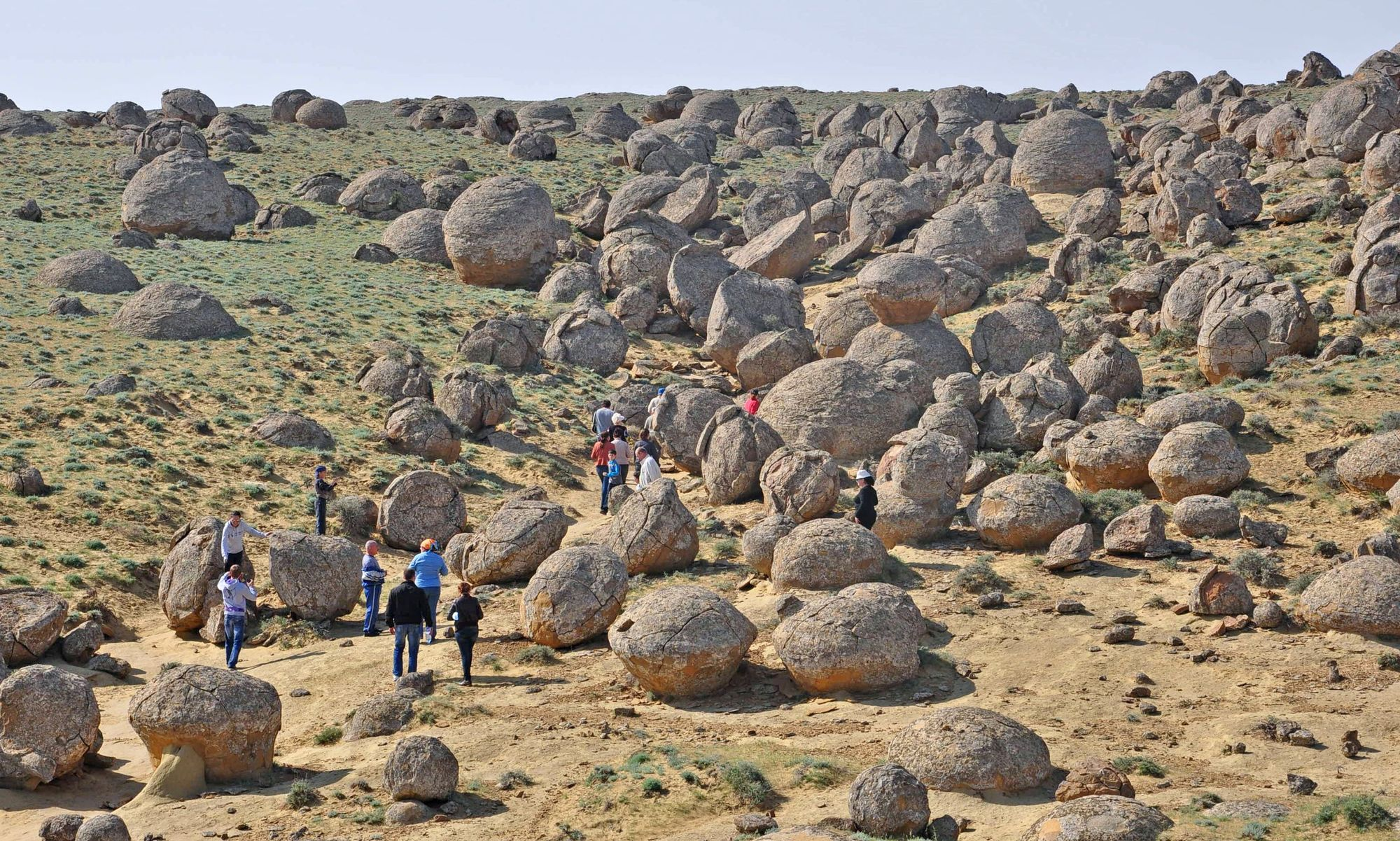
카자흐스탄 서부 토리시의 결핵체

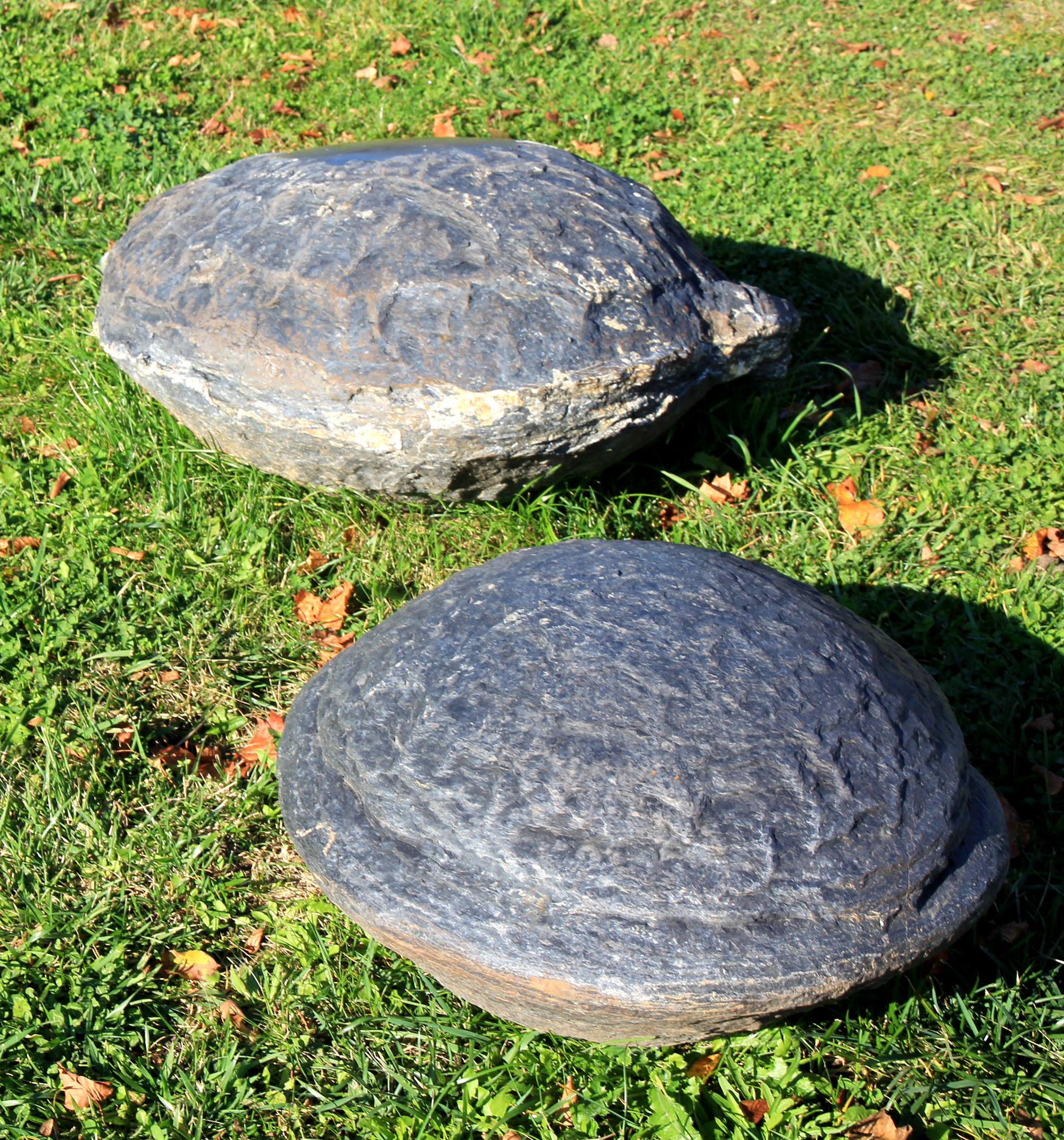
체코 프라하 블타바강의 섬에서 발견된 렌즈 모양의 결핵체

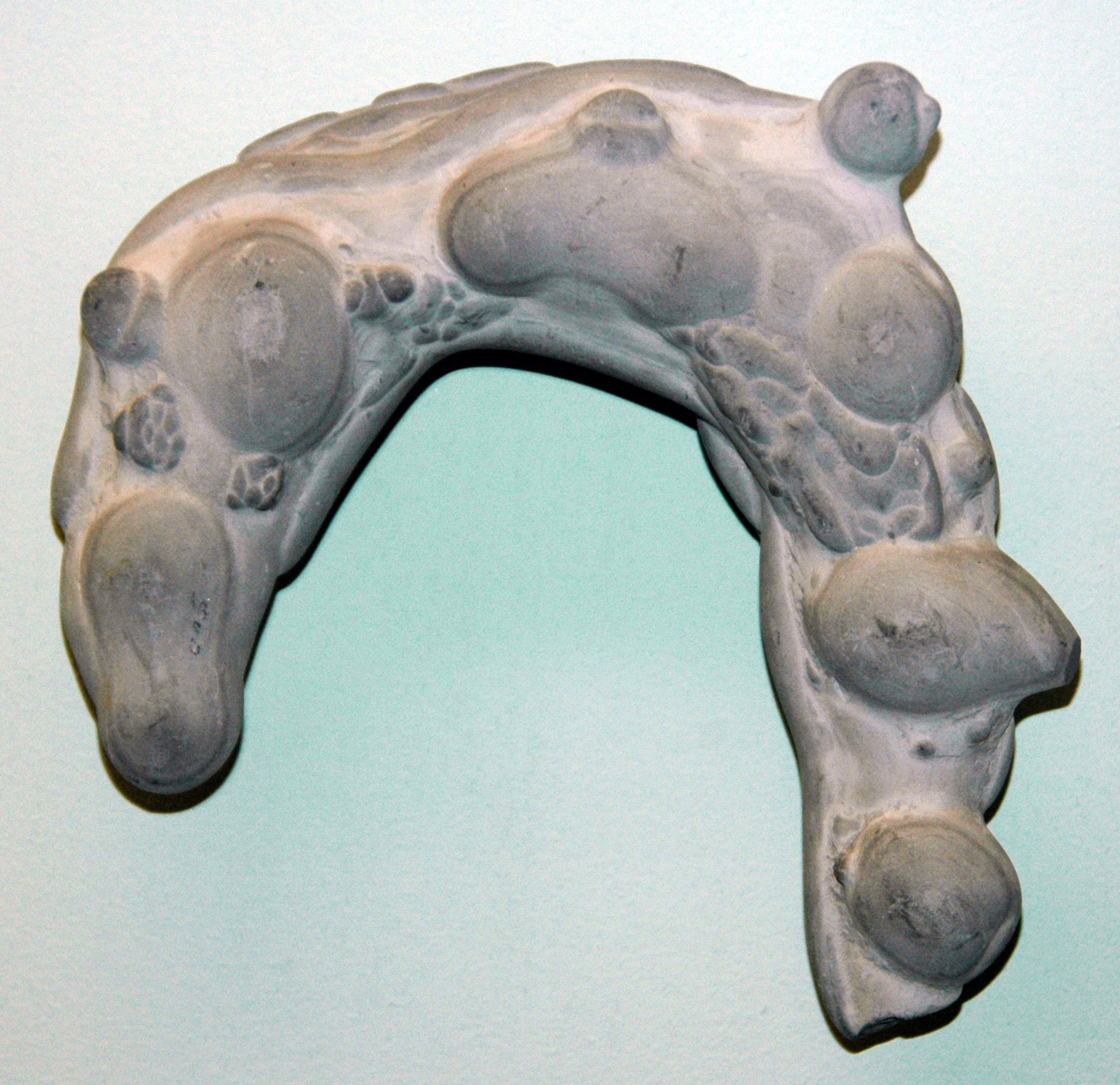
미국 수세인트마리 (미시간주)의 니회암 집괴 결핵체

결핵체(concretion)은 입자 사이의 공간에 광물 시멘트가 침전되어 형성된 단단하고 조밀한 덩어리로, 퇴적암이나 흙에서 발견된다. 결핵체은 일반적으로 타원형이거나 구형이지만, 불규칙한 모양도 발생한다. 결핵체(concretion)이라는 단어는 라틴어 concretio '(응집, 응축, 응고, 통합) 행위'에서 유래했으며, 이는 다시 concrescere '두꺼워지다, 응축하다, 응고하다'에서 파생되었는데, con- '함께'와 crescere '성장하다'로 이루어져 있다.
결핵체은 이미 퇴적된 퇴적층 내에서 형성된다. 일반적으로 퇴적물이 암석으로 굳어지기 전인 퇴적물의 매몰 초기 단계에 형성된다. 이러한 결핵체 시멘트는 종종 숙주 지층보다 결핵체을 더 단단하고 풍화에 강하게 만든다.
결핵체과 노듈 사이에는 중요한 구별이 필요하다. 결핵체은 어떤 종류의 핵 주변에 광물이 침전되어 형성되는 반면, 노듈은 교체체이다.
18세기부터의 기록에 따르면 결핵체은 오랫동안 지질학적 진기물로 여겨져 왔다. 특이한 모양, 크기, 구성의 다양성 때문에 결핵체은 공룡 알, 동물 및 식물 화석 (가화석(假化石)이라 불림), 외계 잔해 또는 인간 유물로 해석되어 왔다.

## 기원

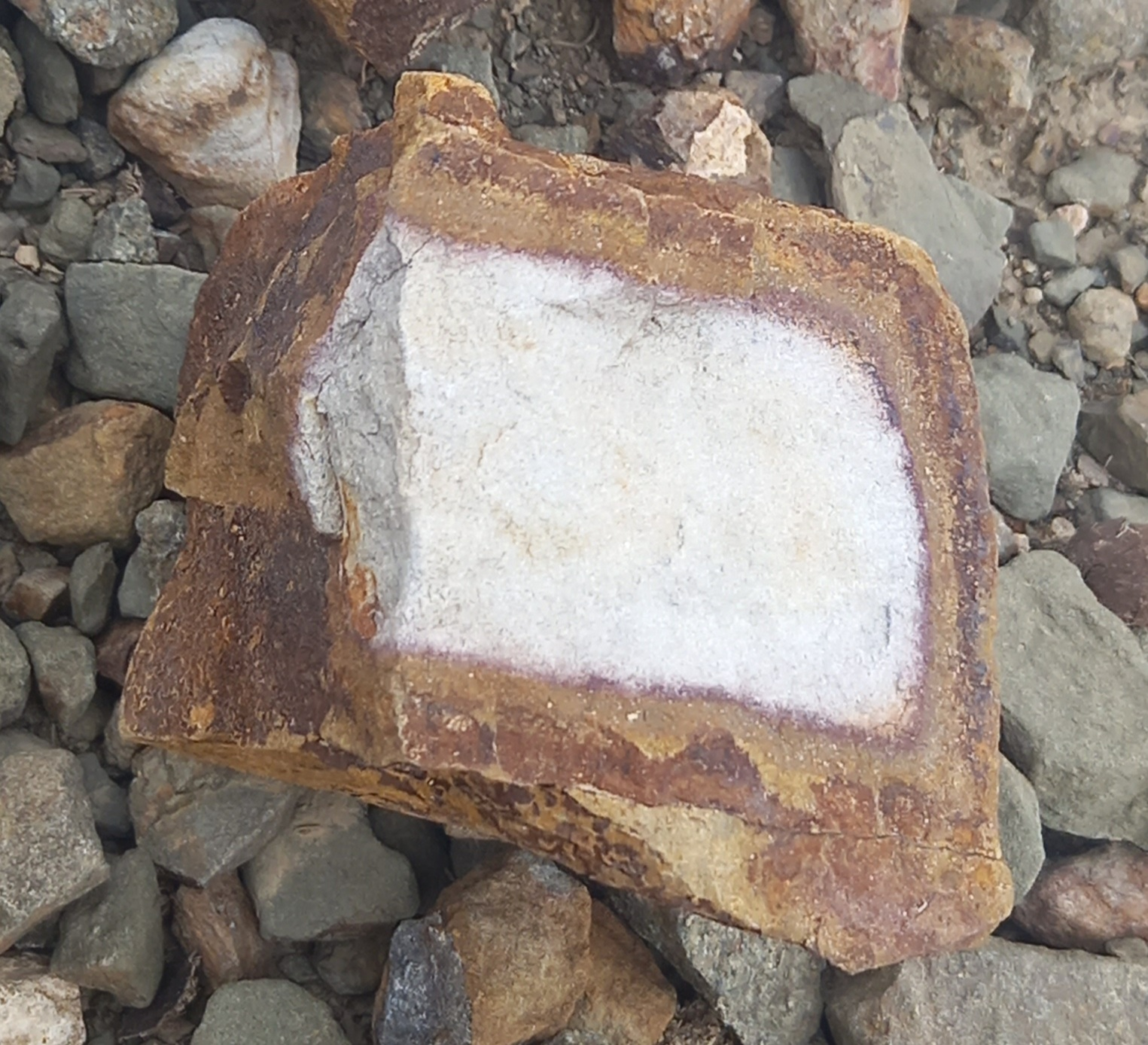
이란 중기 쥐라기의 흰 핵을 가진 결핵체

상세한 연구에 따르면 결핵체은 퇴적물이 매몰된 후 속성 작용 동안 퇴적물이 완전히 석화되기 전에 형성된다. 이들은 일반적으로 광물이 침전되어 핵 주변의 퇴적물을 시멘트화할 때 형성되며, 핵은 종종 나뭇잎, 이빨, 조개 조각 또는 화석과 같은 유기물이다. 이러한 이유로 화석 수집가들은 화석 동물 및 식물 표본을 찾기 위해 흔히 결핵체을 부순다. 가장 특이한 결핵체 핵 중 일부는 제2차 세계 대전 군사 포탄, 폭탄, 유산탄으로, 영국 해안의 염습지에서 발견되는 능철석 결핵체 내부에서 발견된다.
결핵체은 형성 당시의 환경 조건에 따라 동심원적 성장 또는 확산적 성장으로 형성될 수 있다. 동심원적 성장에서는 광물 침전의 연속적인 층이 중심 핵 주위에 침전되면서 결핵체이 성장한다. 이 과정은 시간이 지남에 따라 성장하는 대략 구형의 결핵체을 형성한다. 확산적 성장의 경우, 침전된 광물이 공극을 채우면서 숙주 퇴적물의 시멘트화가 영역 전체에서 동시에 발생하여 시간이 지나면서 결핵체이 된다. 결핵체은 이후의 침식으로 인해 약한, 시멘트화되지 않은 물질이 제거되면서 종종 표면에 노출된다.

## 외관

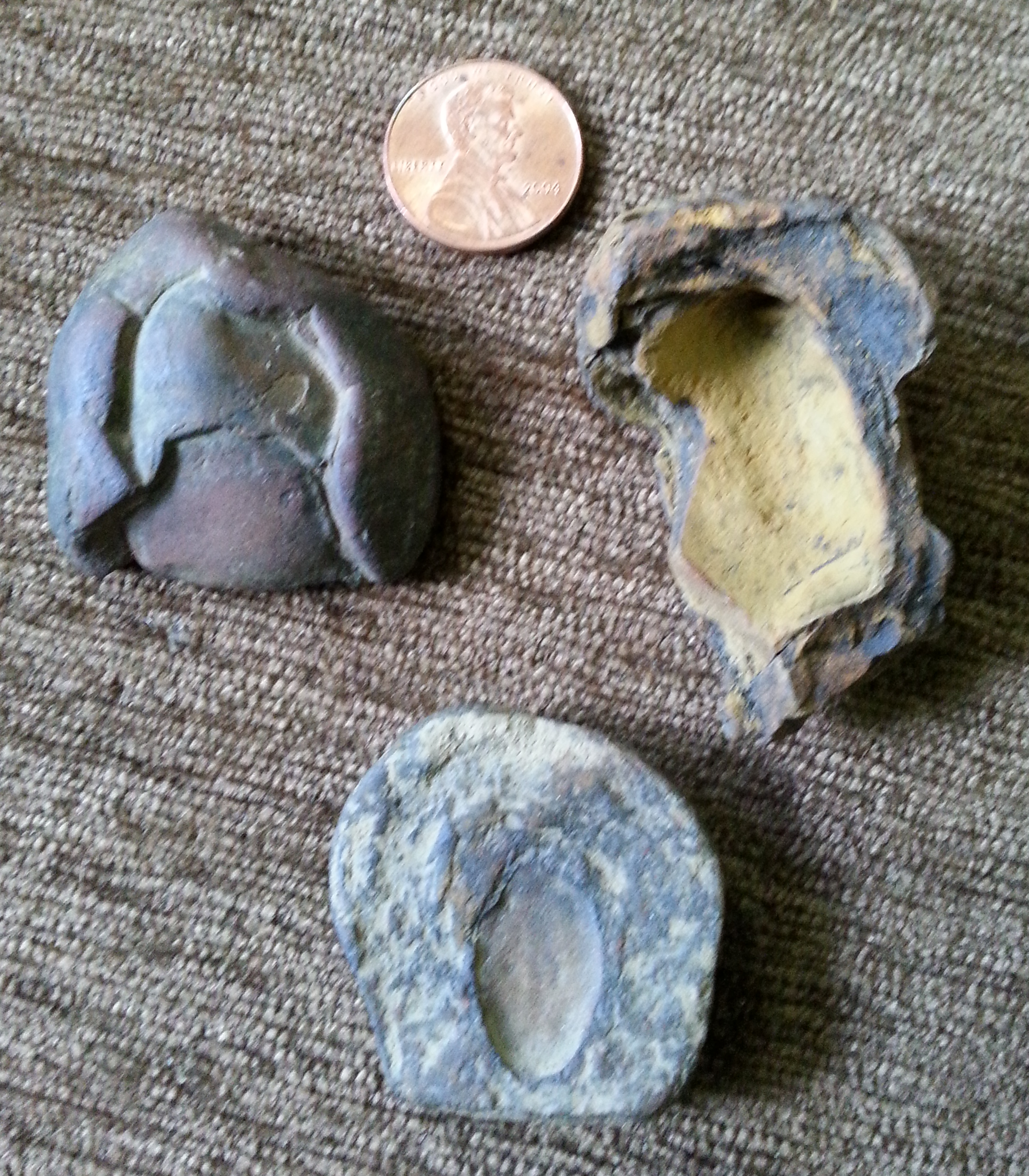
펜실베이니아주 매코널스 밀 주립공원에서 발견된 작은 암석 결핵체 시료

결핵체은 모양, 경도, 크기가 다양하며, 확대경으로나 겨우 보이는 작은 것부터 지름 3미터에 수천 파운드에 달하는 거대한 덩어리까지 다양하다. 노스다코타주의 시어도어 루스벨트 국립공원에서 발견되는 거대한 붉은 결핵체은 지름이 거의 3 m (9.8 ft)에 달한다. 이집트의 파이윰 분지 내 카스르 엘 사가 지층(Qasr el Sagha Formation)에서 침식되어 나온 구형 결핵체은 지름이 최대 9 m (30 ft)에 달하는 것도 발견되었다. 결핵체은 구형, 원반형, 튜브형, 포도알이나 비눗방울 같은 집괴 등 다양한 모양으로 나타난다.

## 조성

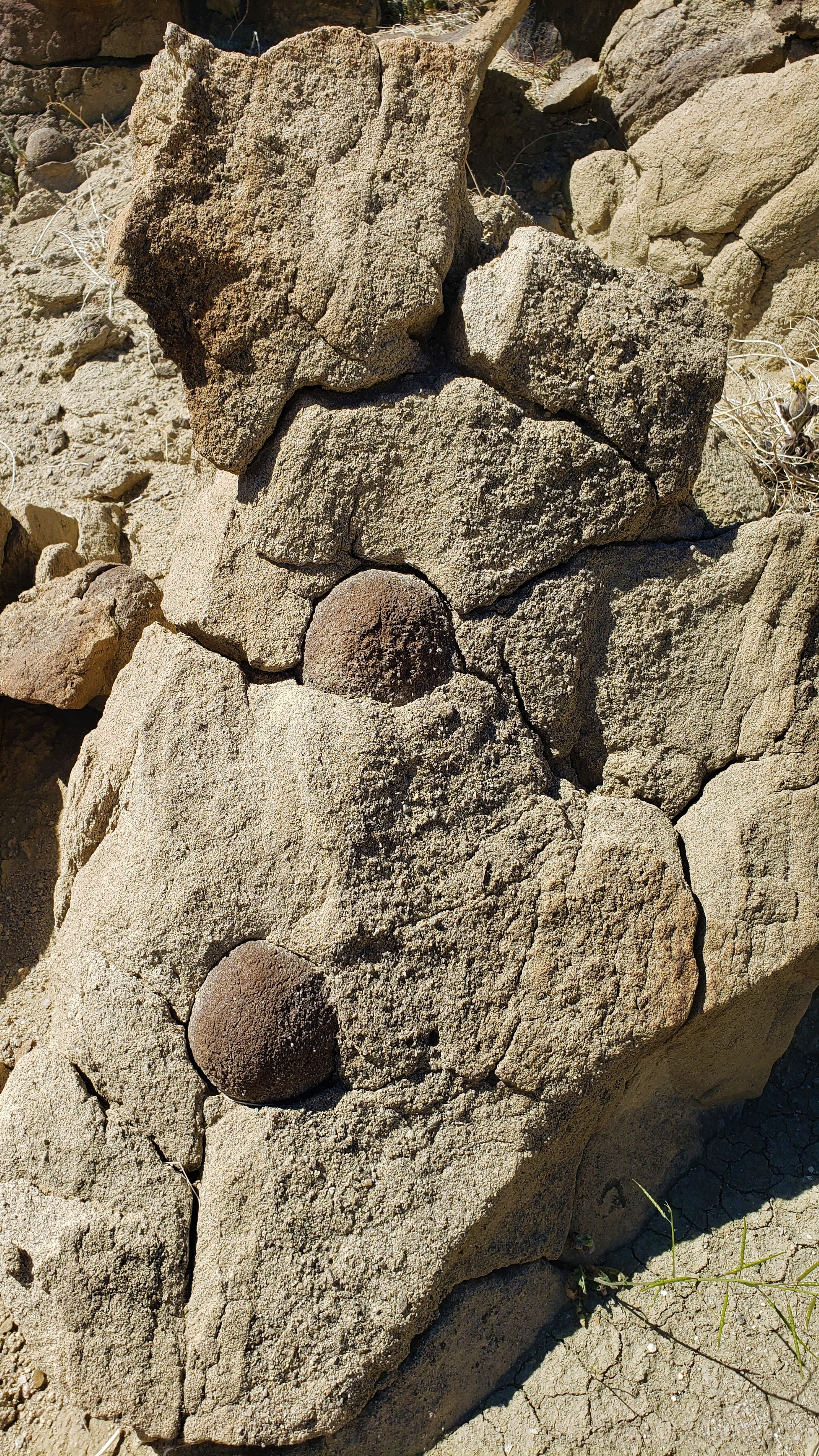
미국 안자보레고 사막 주립공원의 사암에 박힌 구형 결핵체

결핵체은 일반적으로 모암의 소량 구성 요소로 존재하는 광물로 구성된다. 예를 들어, 사암이나 셰일의 결핵체은 일반적으로 방해석과 같은 탄산염 광물로 형성되며, 석회암의 결핵체은 일반적으로 각암, 부싯돌, 또는 벽옥과 같은 비정질 또는 미정질 형태의 규소로 형성된다. 반면 흑색 셰일의 결핵체은 황철석으로 구성될 수 있다. 결핵체을 형성하는 다른 광물로는 산화철 또는 수산화철(예: 침철석 및 적철석 등), 백운석, 능철석, 애커라이트, 백철석, 중정석, 및 석고가 있다.
결핵체은 종종 단일 지배적인 광물로 구성되지만, 그것들을 생성한 환경 조건에 따라 다른 광물이 존재할 수 있다. 예를 들어, 세균에 의한 황산염 환원에 반응하여 형성되는 탄산염 결핵체은 종종 소량의 황철석을 포함한다. 미생물 황산염 환원의 결과로 형성된 다른 결핵체은 방해석, 중정석 및 황철석의 혼합물로 구성된다.

## 발생

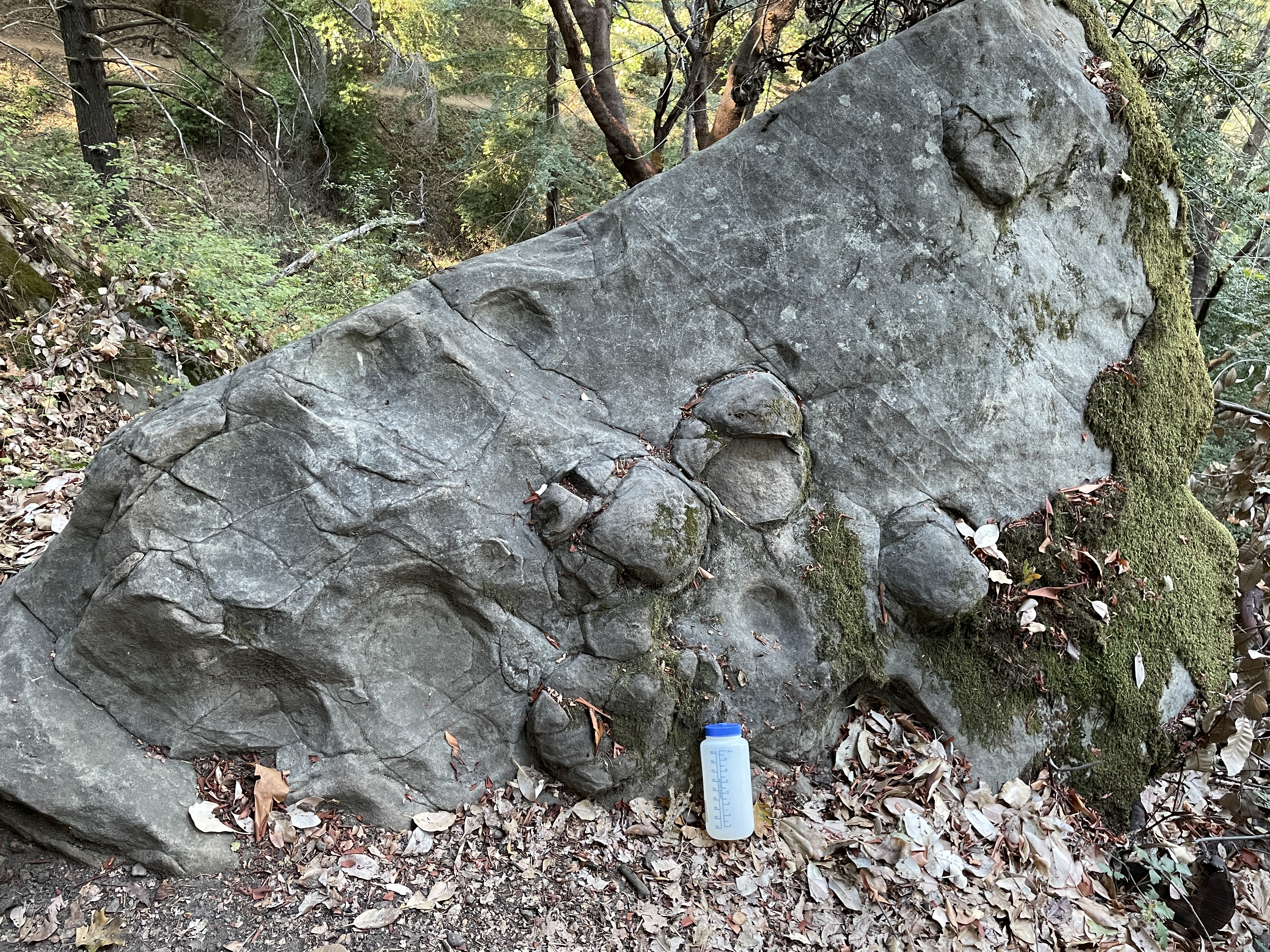
결핵체이 있는 바케로스 지층 사암

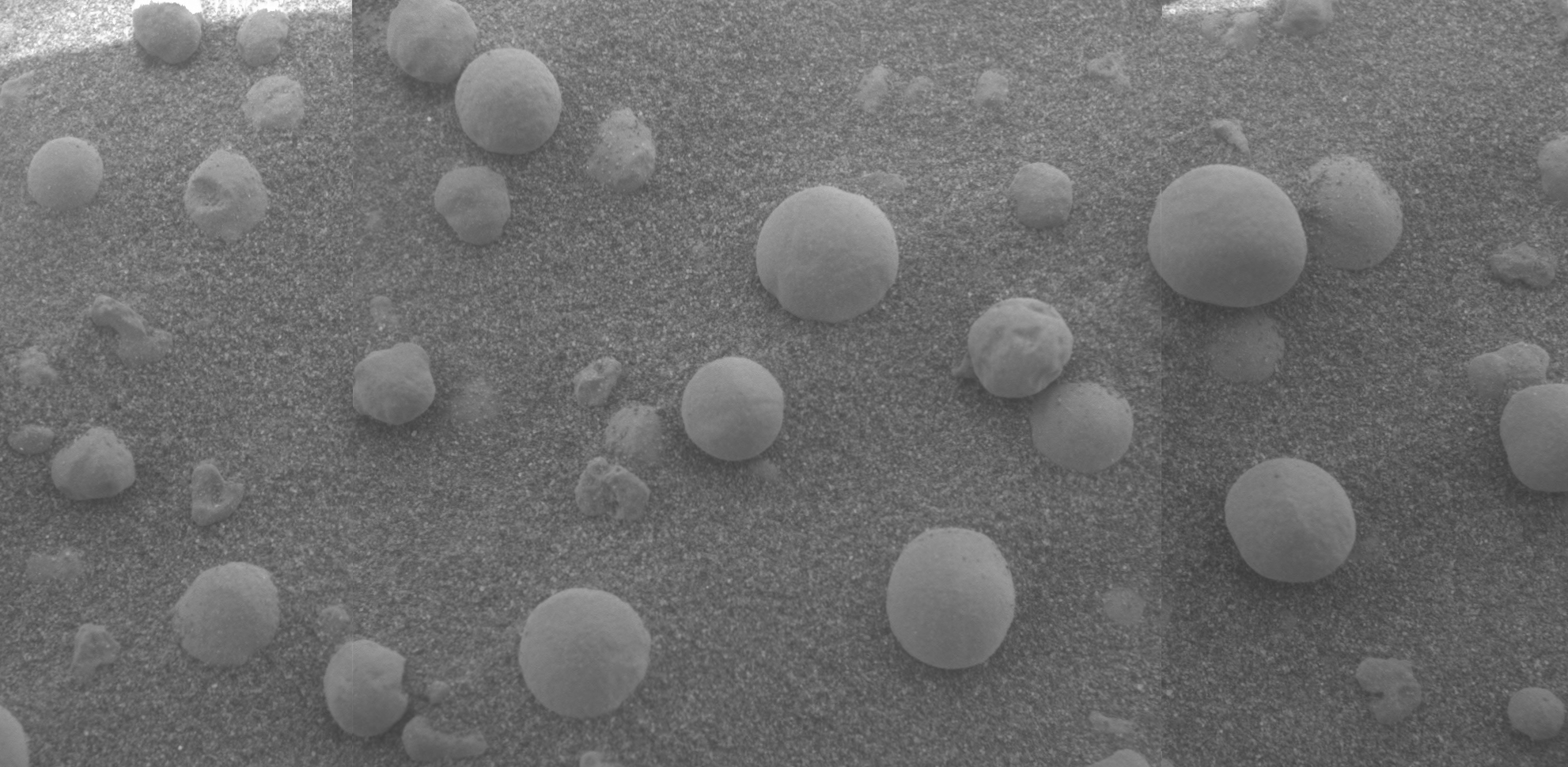
화성 표면의 (더 작은) 토양 입자 위에 퍼져 있는, 일부는 부분적으로 박혀 있는 구형체를 보여주는 이미지 모자이크

결핵체은 다양한 암석에서 발견되지만, 특히 셰일, 실트암 및 사암에서 흔하다. 이들은 종종 외형적으로 화석이나 발견된 지층에 속하지 않는 것처럼 보이는 암석과 닮았다. 때때로 결핵체은 핵으로 또는 성장 중에 포함된 구성 요소로 화석을 포함하지만, 결핵체 자체는 화석이 아니다. 이들은 결절성 패치로, 층리면을 따라 집중되거나 풍화된 절벽 면에서 튀어나온다.
작은 적철석 결핵체 또는 화성 구형체는 화성의 이글 분화구에서 오퍼튜니티 로버에 의해 관찰되었다.

## 결핵체의 종류
결핵체은 그 구성, 모양, 크기 및 생성 방식에 있어 상당히 다양하다.

### 셉타리안 결핵체

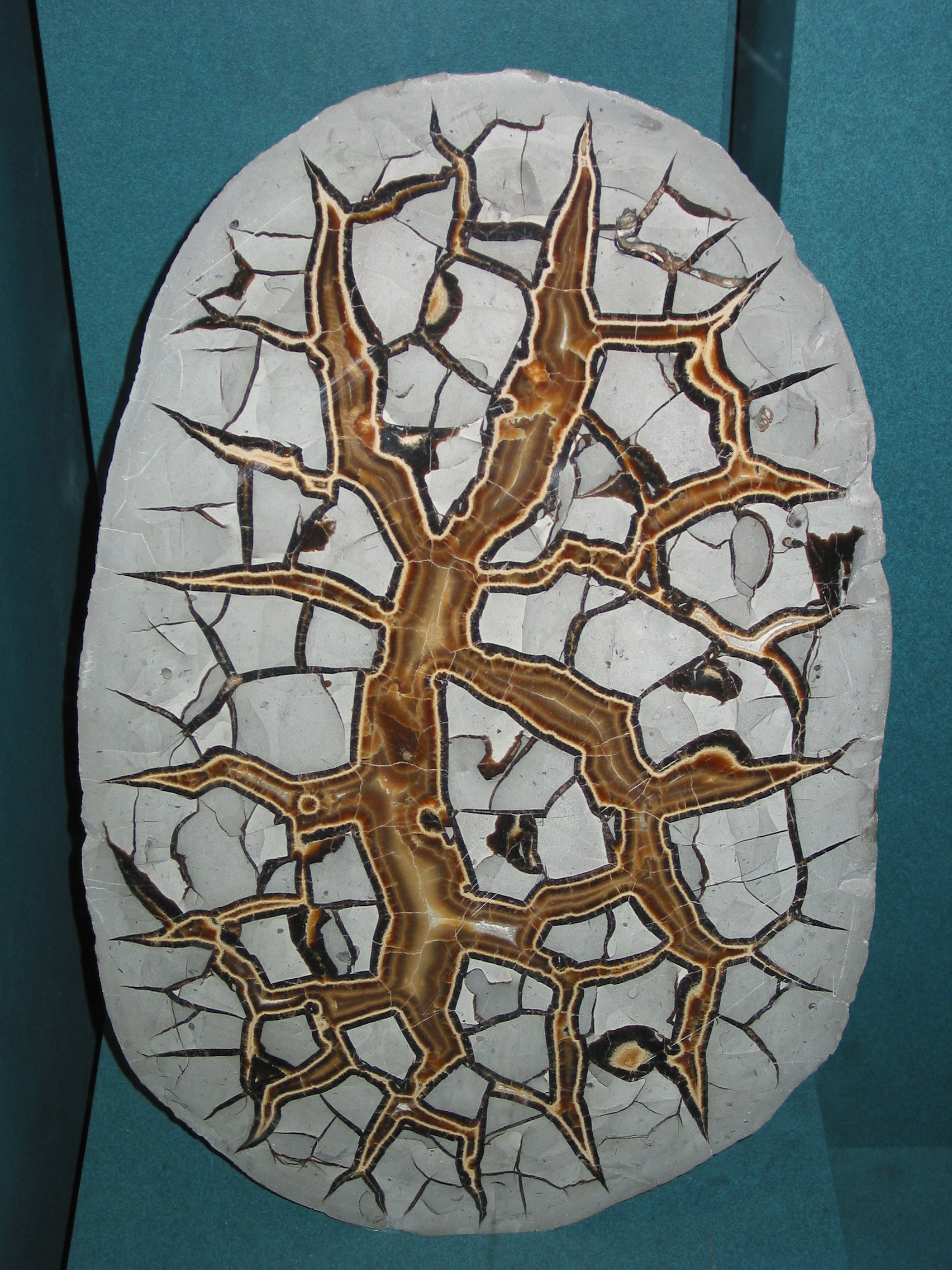
전형적인 탄산염이 풍부한 셉타리안 노듈의 단면.

셉타리안 결핵체 (또는 셉타리안 노듈)은 각진 공동이나 균열 (셉타리아; sg. septarium, 라틴어 septum "분할, 분리 요소"에서 유래, 경화된 물질의 다각형 블록을 분리하는 균열 또는 공동을 의미한다)을 포함하는 탄산염이 풍부한 결핵체이다. 셉타리안 노듈은 특징적으로 탄산염이 풍부한 이암에서 발견된다. 이들은 일반적으로 다면체 블록 (매트릭스)이 광물로 채워진 방사상 균열 (셉타리아)에 의해 분리되어 결핵체 가장자리로 갈수록 가늘어지는 내부 구조를 보인다. 방사상 균열은 때때로 두 번째 동심원 균열 세트와 교차한다. 그러나 균열은 모양과 부피, 그리고 균열이 나타내는 수축 정도가 매우 다양할 수 있다. 매트릭스는 일반적으로 점토철석과 같은 이질 탄산염으로 구성되는 반면, 균열 충전물은 일반적으로 방해석이다. 방해석은 종종 상당한 양의 철 (철 방해석)을 포함하며, 황철석과 점토 광물을 포함할 수 있다. 셉타리아에서 흔히 볼 수 있는 갈색 방해석은 또한 원래 퇴적물에 있던 유기물의 세균성 부패로 생성된 유기 화합물에 의해 착색될 수 있다.

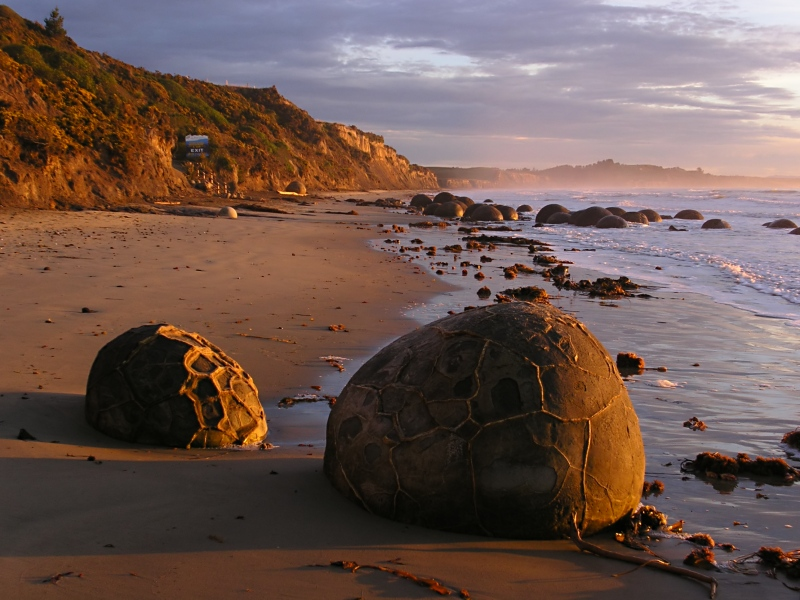
left,모에라키 볼더스, 뉴질랜드

셉타리안 결핵체은 북서 모잠비크 보퍼트 지층과 같은 호수의 실트암을 포함하여 다양한 종류의 이암에서 발견되지만, 가장 흔하게는 스카이섬의 스태핀 셰일 지층, 영국 키머리지 점토 또는 북아메리카의 만코스 지층과 같은 해양 셰일에서 발견된다.
결핵체은 내부에서 바깥으로 점진적으로 성장한다고 일반적으로 생각된다. 많은 결핵체의 화학적 및 조직적 구역화는 이러한 동심원적 형성 모델과 일치한다. 그러나 증거는 모호하며, 많은 결핵체은 전체 부피가 동시에 확산적으로 시멘트화되어 형성되었을 수 있다. 예를 들어, 초기 시멘트화 후의 공극률이 결핵체 전체에 걸쳐 다르다면, 나중의 시멘트화가 이 공극률을 채우면서 균일한 공극수 구성에서도 조성 구역화를 생성할 수 있다. 초기 시멘트화가 동심원적이었든 확산적이었든, 결핵체이 비교적 얕은 매몰 깊이에서 빠르게 형성되었다는 상당한 증거가 있다. 많은 경우, 초기 결핵체이 어떤 종류의 유기 핵을 중심으로 형성되었다는 명확한 증거가 있다.
탄산염이 풍부한 셉타리아의 기원은 여전히 논쟁 중이다. 한 가지 가능성은 탈수로 인해 결핵체의 바깥 껍질이 단단해지는 동시에 내부 매트릭스가 수축하여 균열이 생기는 것이다. 아직 젖은 매트릭스의 수축은 연축 현상을 통해서도 발생할 수 있으며, 이 현상에서는 결핵체 내부의 콜로이드 물질 입자가 점차 더 단단하게 결합하면서 물을 방출한다. 또 다른 가능성은 초기 시멘트화가 결핵체의 투수성을 감소시켜 공극 유체를 가두고 계속적인 매몰 동안 과도한 공극 압력을 생성하는 것이다. 이로 인해 깊이가 10 미터 (33 ft)만큼 얕은 곳에서도 내부가 균열될 수 있다. 더 추측적인 이론은 셉타리아가 지진으로 인한 취성 파괴로 형성된다는 것이다. 균열 형성 메커니즘과 관계없이, 셉타리아는 결핵체 자체와 마찬가지로 약 50 미터 (160 ft) 미만의 비교적 얕은 매몰 깊이에서 형성될 가능성이 높으며 어쩌면 12 미터 (39 ft)만큼 얕은 곳에서도 형성될 수 있다. 스코틀랜드의 에롤 층(Errol Beds)에서 발견된 지질학적으로 젊은 결핵체은 유기물을 포함하는 응집된 퇴적물에서 형성된 것과 일치하는 조직을 보여주는데, 유기물의 부패로 인해 작은 가스 기포(직경 30~35 마이크론)와 칼슘 지방산 비누가 남았다. 이러한 지방산이 탄산 칼슘으로 전환되면서 매트릭스의 수축과 균열을 촉진했을 수 있다.
스태핀 셰일(Staffin Shales)에서 셉타리안 결핵체이 형성되는 한 가지 모델은 결핵체이 응집된 점토의 반경질 덩어리로 시작되었다는 것을 시사한다. 개별 콜로이드성 점토 입자는 군집하는 세균이 생산하는 세포외 고분자 물질(EPS)에 의해 결합되었다. 이러한 물질의 부패와 숙주 이암의 연축 현상은 아직 얕은 매몰 깊이에서 결핵체 내부를 파열시키는 응력을 발생시켰다. 이는 세균 군집화와 적절한 퇴적 속도가 있을 때만 가능했다. 추가적인 균열은 후속적인 얕은 매몰 시기(백악기 동안) 또는 융기 시기(고진기 동안)에 형성되었다. 비와 눈에서 유래한 물(천수)이 나중에 지층에 침투하여 균열에 철 방해석을 침전시켰다.
셉타리안 결핵체은 종종 복잡한 형성 역사를 기록하고 있는데, 이는 지질학자들에게 초기 속성 작용, 즉 미고결 퇴적물에서 퇴적암이 형성되는 초기 단계에 대한 정보를 제공한다. 대부분의 결핵체은 황산염 환원 미생물이 활발한 매몰 깊이에서 형성된 것으로 보인다. 이는 15 to 150 미터 (49 to 492 ft)의 매몰 깊이에 해당하며, 이산화탄소 생성, 알칼리도 증가 및 탄산 칼슘 침전이 특징이다. 그러나 황산염 환원대 아래의 메탄생성 구역에서도 형성이 계속된다는 증거가 있다.
지름이 3 미터 (9.8 피트)에 달하는 볼더 셉타리안 결핵체의 장관을 이루는 예는 모에라키 볼더스이다. 이 결핵체은 뉴질랜드 남섬 모에라키 근처 해안을 따라 노출된 모에라키 지층의 팔레오세 이암에서 침식되어 나온다. 이들은 방해석으로 시멘트화된 이암과 방해석의 셉타리안 맥, 그리고 희귀한 후기 석영과 철 백운석으로 구성되어 있다. 잉글랜드 웨식스 해안을 따라 노출된 키머리지 점토에서 발견되는 훨씬 작은 셉타리안 결핵체은 셉타리안 결핵체의 보다 전형적인 예이다.

### 캐논볼 결핵체

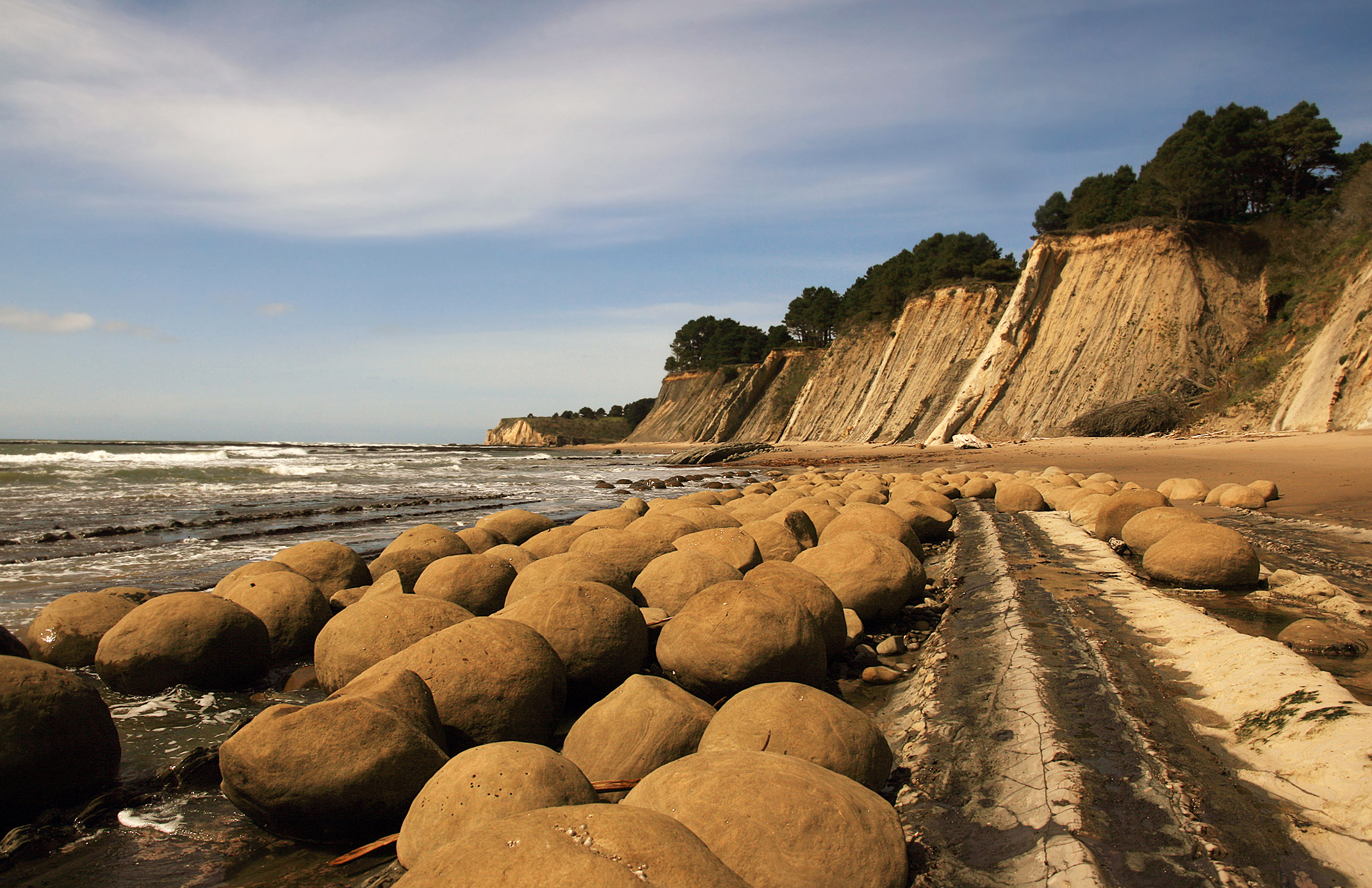
가파르게 기울어진 신생대 이암에서 풍화된 볼링 볼 비치 (미국 캘리포니아주 멘도시노군)의 결핵체

캐논볼 결핵체은 대포알처럼 생긴 커다란 구형 결핵체이다. 이들은 노스다코타주 모턴군과 수군 내의 캐논볼 강을 따라 발견되며, 지름이 3 m (9.8 ft)에 달할 수 있다. 이들은 방해석에 의한 모래와 실트의 초기 시멘트화로 생성되었다. 지름이 최대 4 to 6 m (13 to 20 ft)에 달하는 유사한 캐논볼 결핵체은 북동부 유타주와 중부 와이오밍주의 프론티어 지층(Frontier Formation) 사암 노두와 관련하여 발견된다. 이들은 방해석에 의한 모래의 초기 시멘트화로 형성되었다. 다소 풍화되고 침식된 거대한 캐논볼 결핵체은 지름이 최대 6 미터 (20 피트)에 달하며, 캔자스주 오타와군의 "록 시티"에 풍부하게 발생한다. 거대하고 구형인 볼더도 뉴질랜드 남섬 동해안의 모에라키 근처 코에코헤 해변을 따라 발견된다. 뉴질랜드의 모에라키 볼더스, 워드 비치 볼더스, 코우투 볼더스는 셉타리안 결핵체의 일종으로, 캐논볼 결핵체이기도 하다. 휴런호 해안의 온타리오주 케틀 포인트 근처에서 발견되는 거대한 구형 암석은 현지에서 "주전자(kettles)"로 알려져 있으며, 전형적인 캐논볼 결핵체이다. 캐논볼 결핵체은 스피츠베르겐섬의 반 미옌피오르덴, 캐나다 유콘 준주 헤인즈 정션 근처, 그린란드 동부 제임슨 랜드, 보스니아 헤르체고비나의 메체비치, 오지미치, 자비도비치 근처, 알래스카의 케나이반도 캡틴 쿡 주립공원 쿡만 해변 북쪽 그리고 코디액섬 화석 해변 북동쪽에서도 보고되었다. 이 유형의 결핵체은 루마니아에서도 발견되며, 트로반트(trovants)로 알려져 있다.

### 휴지 결핵체

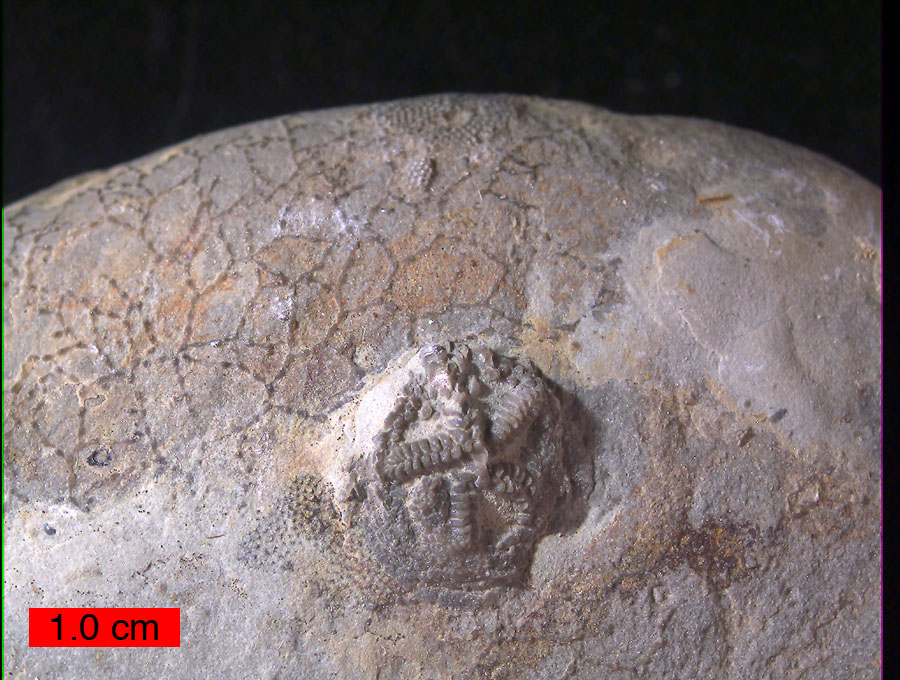
이끼벌레 (가는 가지 모양)와 에드리오아스테로이드에 의해 뒤덮인 휴지 결핵체; 코페 지층 (상부 오르도비스기), 켄터키주 북부

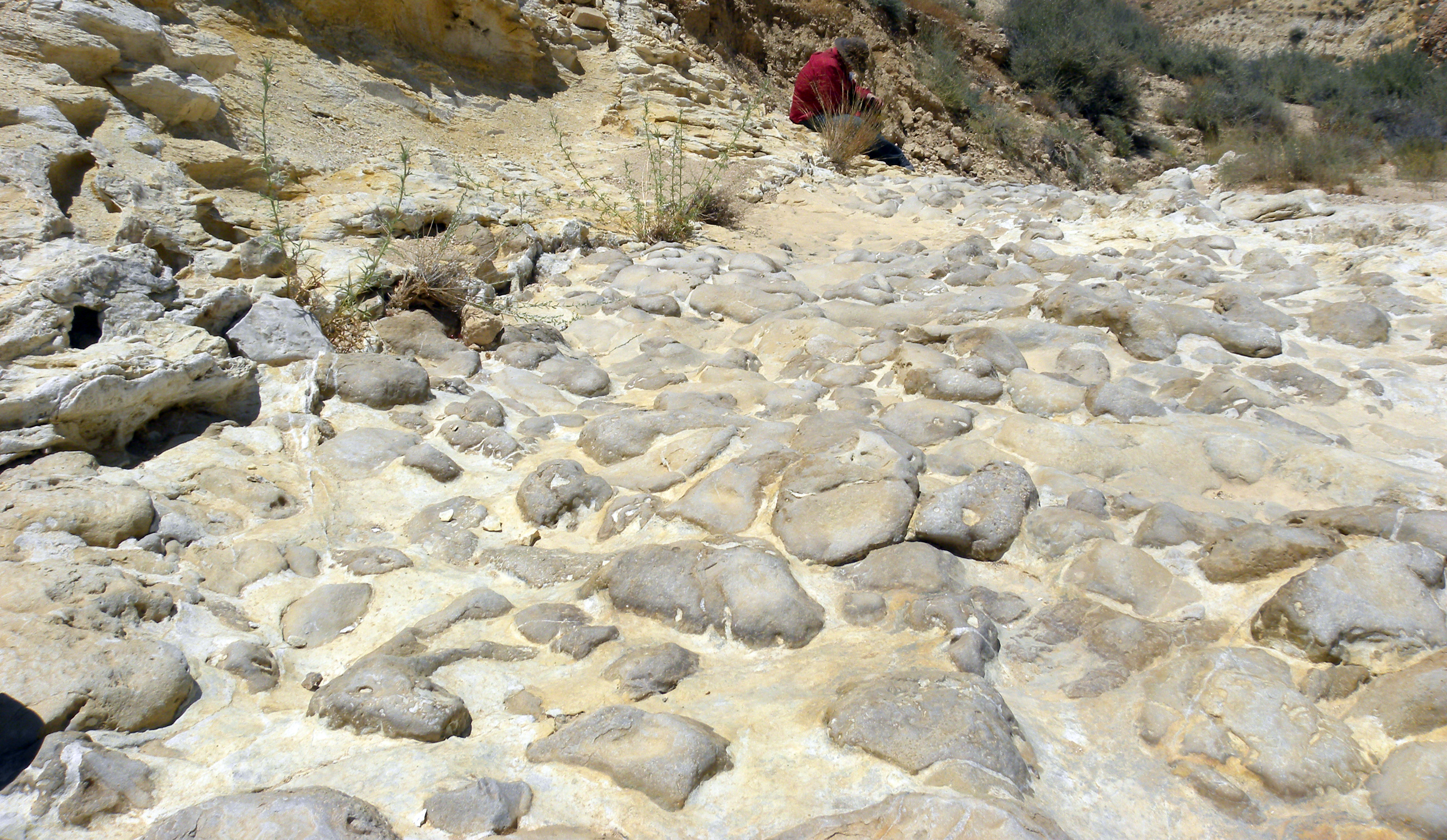
상부 백악기 메누하 지층 (Menuha Formation) 하단에 있는 휴지 결핵체, 네게브 사막, 이스라엘 남부

휴지 결핵체은 굴착, 노출 및 재매몰의 층서학적 역사로 구별된다. 이들은 해저 침식으로 인해 주변의 미세한 퇴적물이 쓸려나가면서 초기 속성 작용 결핵체이 잔류 표면으로 집중된 곳에서 발견된다. 이들의 층서학, 퇴적학 및 고생물학적 중요성은 보이트(Voigt)가 이들을 "Hiatus-Konkretionen"이라고 지칭하면서 처음 언급되었다. "Hiatus"는 이러한 침식과 노출을 허용한 퇴적 중단을 의미한다. 이들은 화석 기록 전반에 걸쳐 발견되지만, 오르도비스기, 쥐라기 및 백악기와 같이 방해석 해 조건이 우세했던 기간에 가장 흔하다. 대부분은 규산질 또는 탄산염 퇴적물에서 굴착 시스템의 시멘트화된 충전물로 형성된다.
휴지 결핵체을 다른 유형과 구별하는 특징은 종종 고생대의 이끼벌레, 극피동물, 관벌레와 중생대 및 신생대의 이끼벌레, 굴, 관벌레를 포함한 해양 생물에 의해 덮여 있었다는 점이다. 휴지 결핵체은 또한 벌레와 이매패류에 의해 상당히 침식되기도 한다.

### 신장 결핵체
신장 결핵체은 퇴적층과 평행하게 형성되며, 자유면 대수층 지하수 흐름 방향이 신장 축의 방향에 미치는 추론된 영향 때문에 광범위하게 연구되어 왔다. 숙주 암석의 과거 유체 흐름 방향에 대한 정보를 제공하는 것 외에도, 신장 결핵체은 국부적인 투수성 경향(즉, 투수성 상관 구조; 지하수 속도 변화) 및 흐름에 영향을 미치는 지질학적 특징 유형에 대한 통찰력을 제공할 수 있다.
신장 결핵체은 북서 유럽의 키머리지 점토 지층에서 잘 알려져 있다. 노두에서는 "도거스(doggers)"라는 이름으로 불리며 일반적으로 지름이 몇 미터에 불과하지만, 지하에서는 수십 미터의 시추공 내 깊이까지 침투하는 것으로 보인다. 그러나 석회암층과는 달리, 아무리 가깝게 배치된 시추공 사이에서도 일관되게 상관 관계를 찾을 수는 없다.

### 모퀴 마블스

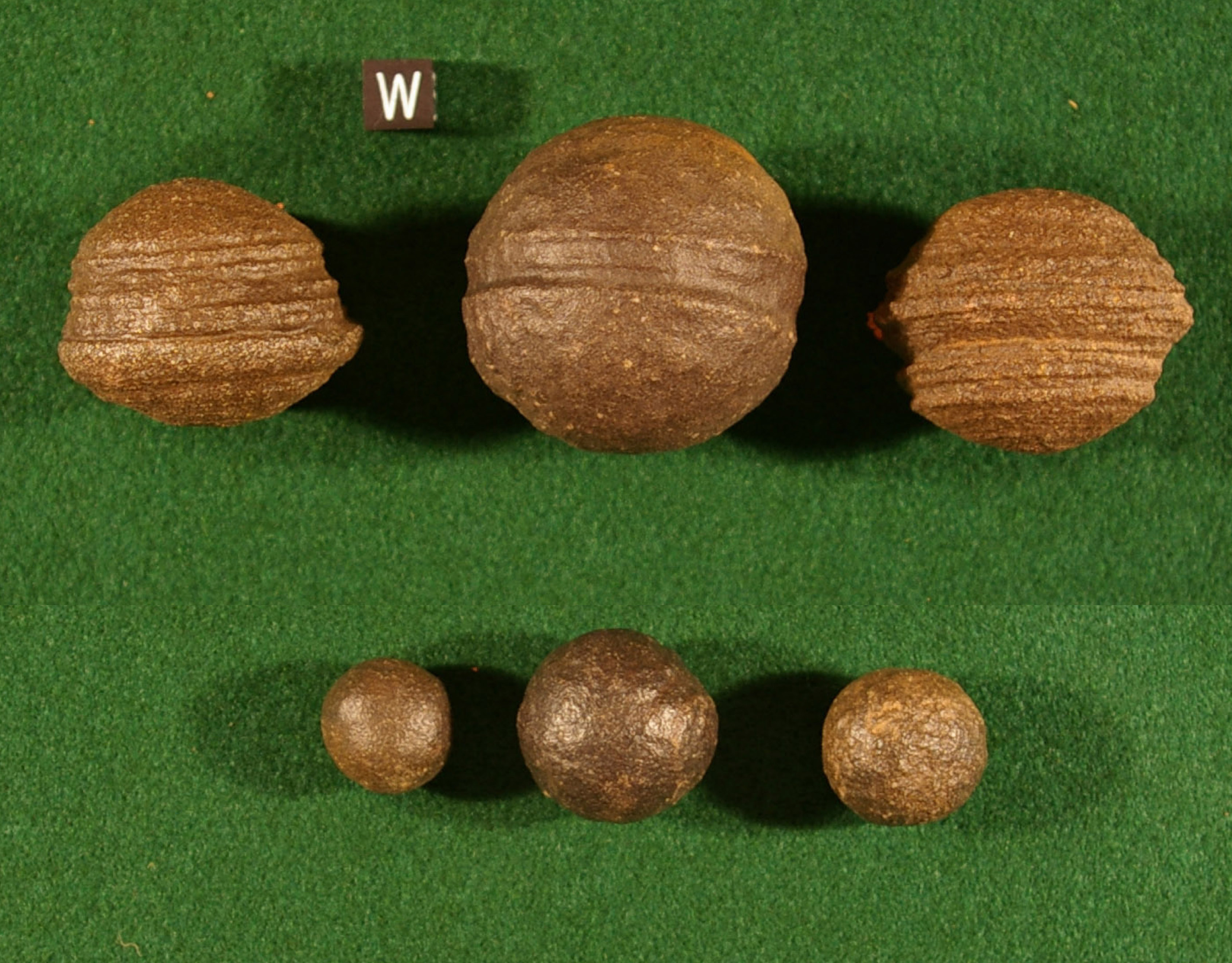
모퀴 마블스, 유타주 남동부의 나바호 사암에서 발견된 적철석, 침철석 결핵체. 위쪽의 "W" 큐브는 1세제곱센티미터 크기이다.

모퀴 마블스(Moqui Marbles), 또는 모퀴 볼(Moqui balls)이나 "모키 마블스(Moki marbles)"라고도 불리는 이들은 철 산화물 결핵체으로, 유타주 중남부 및 남동부 내의 나바호 사암(Navajo Sandstone) 노두에서 대량으로 침식되어 발견될 수 있다. 이 결핵체들은 구형에서 원반형, 단추형, 스파이크형, 원통형 및 기타 특이한 형태까지 다양한 모양을 띠고 있다. 크기는 완두콩 크기에서 야구공 크기까지 다양하다.
이 결핵체은 지하수에 용해된 철이 침전되어 형성되었다. 철은 원래 나바호 사암의 모래 입자들을 둘러싸는 얇은 산화철 막으로 존재했다. 아래 지층의 메테인이나 석유를 함유한 지하수가 산화철과 반응하여 이를 용해성 환원철로 전환시켰다. 철 함유 지하수가 더 산소 함유량이 높은 지하수와 접촉했을 때, 환원철은 다시 불용성 산화철로 전환되어 결핵체을 형성했다. 환원철이 먼저 능철석 결핵체을 형성하고 나중에 산화되었을 가능성도 있다. 철산화 세균이 역할을 했을 수도 있다.

### 캔자스 팝록스
캔자스 팝록스(Kansas pop rocks)는 캔자스주 고브군 내의 나이오브라 지층 스모키 힐 백악기 층원 노두에서 발견되는 철 황화물, 즉 황철석과 백철석, 또는 일부 경우에는 자로서의 결핵체이다. 이들은 일반적으로 스모키 힐 백악기 층원을 구성하는 백악 내에 나타나는 변성 화산재의 얇은 층, 즉 벤토나이트와 관련이 있다. 이 결핵체 중 일부는 적어도 부분적으로 이노케라무스 이매패류의 크고 납작한 조개껍질을 감싸고 있다. 이 결핵체의 크기는 몇 밀리미터에서 길이 0.7 m (2.3 ft), 두께 12 cm (0.39 ft)에 달한다. 이 결핵체의 대부분은 편평 회전 타원체이다. 다른 "팝록스"는 지름이 최대 7 cm (0.23 ft)인 작은 다면체 황철석 결핵체이다. 이 결핵체은 불에 던지면 터지기 때문에 "팝록스"라고 불린다. 또한, 자르거나 망치로 치면 스파크가 튀고 유황 타는 냄새가 난다. 인터넷에 게시된 내용과는 달리, 스모키 힐 백악기 층원에서 발견되는 철 황화물 결핵체 중 어떤 것도 화석의 대체 또는 변성 과정으로 생성되지 않았다. 사실, 변성암은 스모키 힐 백악기 층원에서 완전히 부재한다. 대신, 이 모든 철 황화물 결핵체은 무산소 해양 석회질 이암이 퇴적된 후 그리고 석회화되기 전에 철 황화물이 침전되어 생성되었다.

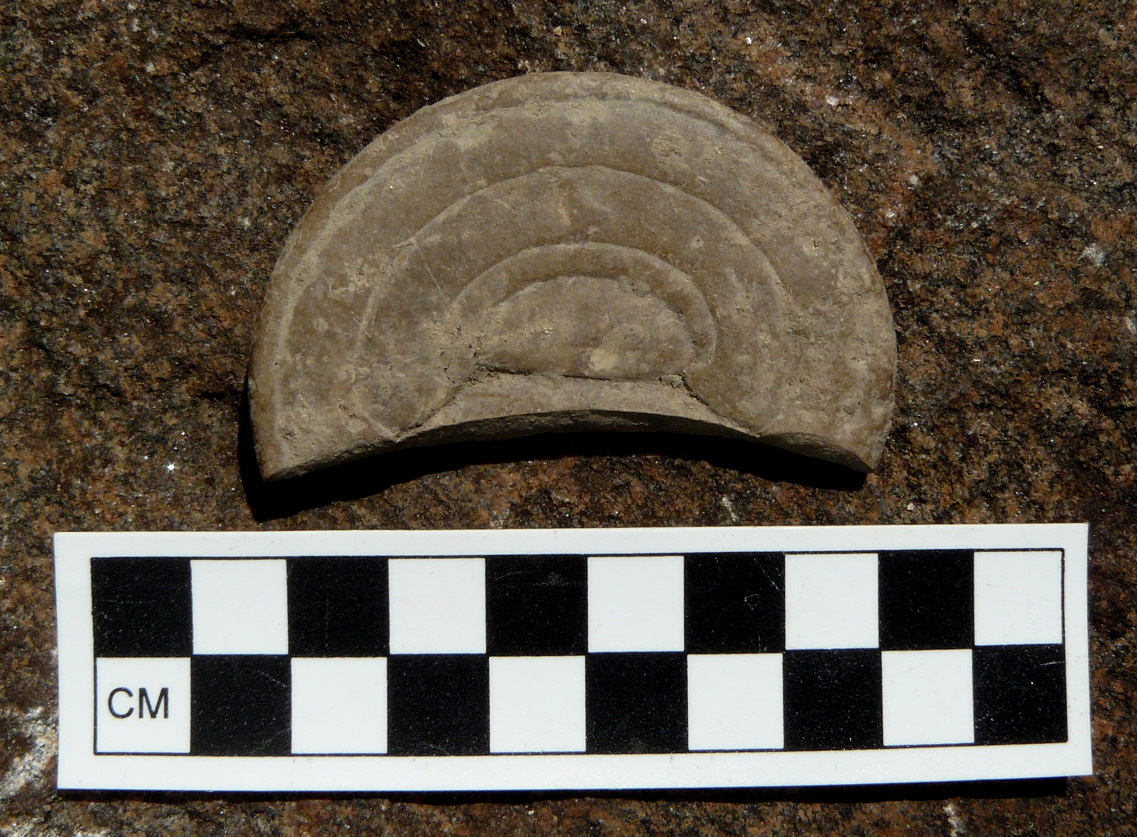
스웨덴 스텐쇠에서 발견된 마르레카 요정석

캔자스 팝록스와 같이 황철석과 백철석으로 구성된 철 황화물 결핵체은 비자성이다. 반면에, 자철석 또는 스미사이트로 구성되거나 이를 포함하는 철 황화물 결핵체은 다양한 정도로 자성을 띠게 된다. 황철석 또는 백철석 결핵체을 장시간 가열하면 이 광물 중 일부가 자철석으로 변하여 결핵체이 약간 자성을 띠게 된다.

### 점토암, 점토견, 요정석
탄산 칼슘으로 구성된 원반형 결핵체은 얇은 실트와 점토가 층상으로 퇴적된 빙하호 퇴적층 노두에서 흔히 발견된다. 예를 들어, 매사추세츠주와 버몬트주의 코네티컷강과 그 지류를 따라 제4기 빙하호 퇴적물 노두에서 놀랍도록 대칭적인 수많은 결핵체이 발견되었다. 이 결핵체의 특정 출처에 따라, 원반형; 초승달형; 시계형; 원통형 또는 곤봉형; 포도송이형 덩어리; 동물형 등 무한히 다양한 형태를 띠고 있다. 길이는 2 in (5.1 cm)에서 22 in (56 cm) 이상까지 다양하며, 종종 표면에 동심원형 홈이 있다. 코네티컷강 유역에서는 이 결핵체이 주변 점토보다 단단하기 때문에 종종 "클레이스톤(claystones)"이라고 불린다. 현지 벽돌 공장에서는 동물 같은 형태나 벽돌 성형에 방해가 되었기 때문에 "클레이독스(clay-dogs)"라고 불렸다. 유사한 원반형 탄산 칼슘 결핵체은 퀘벡주 아비티비-테미스카밍 행정 구역의 하리카나 강 계곡과 스웨덴 외스테르예틀란드에서도 발견되었다. 스칸디나비아에서는 "마르레코르"("요정석")로 알려져 있다.

### 고고트

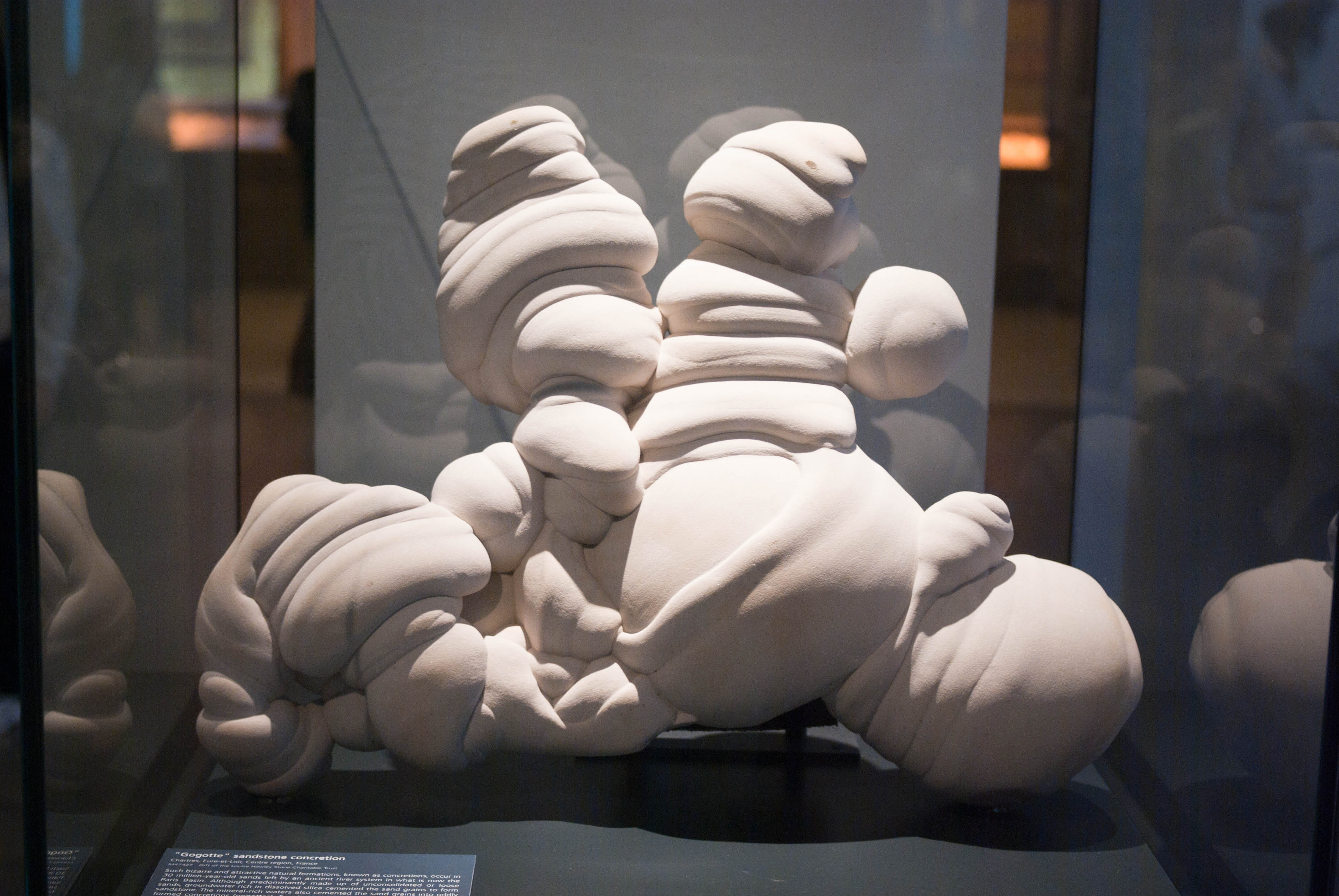
고고트 결핵체

고고트는 프랑스 퐁텐블로 근처의 올리고세 시대(약 3천만 년 전) 퇴적물에서 발견되는 사암 결핵체이다. 고고트는 조각상과 같은 품질 덕분에 경매에서 높은 가격에 팔렸다.

## 같이 보기
- Bowling Ball Beach
- 건조 및 반건조 토양의 석회암 피복
- 샹 섬
- 속성 작용
- 런던 자연사 박물관의 Dinocochlea
- 도로단고
- 건조 및 반건조 토양의 CaSO4 결핵체인 석고각
- 클럭스도르프 구체
- 화성 구형체
- 모에라키 볼더스
- 버섯 바위 주립공원
- 노듈 (지질학), 결핵체과 혼동하지 말아야 할 교체체
- 록 시티, 캔자스
- 동굴생성물. CaCO3